# Kinga Dunin

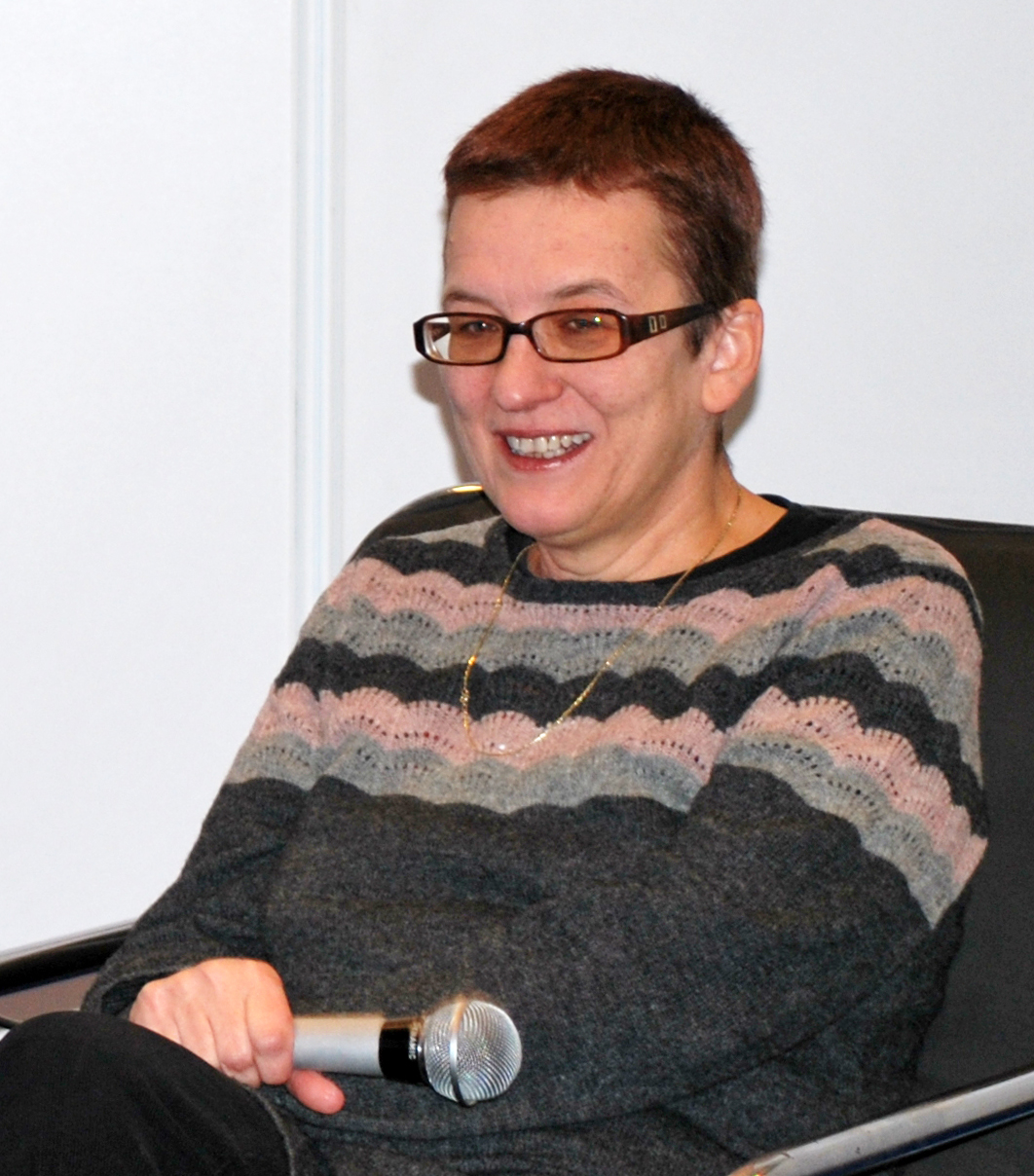
Kinga Dunin (2011)

Kinga Dunin, eigentlich Kinga Maria Dunin-Horkawicz (* 25. April 1954 in Łódź) ist eine polnische Literaturkritikerin, Prosaschriftstellerin und Publizistin.

## Leben
Dunin besuchte ab 1969 das Gymnasium in Łódź. Nach dem Abitur 1973 studierte sie Kultursoziologie an der Universität Łódź, wo sie 1977 den Magister erwarb. Sie begann 1977 mit dem Komitet Obrony Robotników und der Niezależna Oficyna Wydawnicza zusammenzuarbeiten. Zudem beteiligte sie sich an der Organisation des Uniwersytet Latający (Fliegende Universität) und des Studencki Komitet Solidarności (Studentisches Komitee der Solidarność). Anfang der 1980er Jahre zog sie nach Warschau um. Nach dem Ausruf des Kriegsrechts 1981 wurde sie mit ihrem Mann für kurze Zeit interniert und ihr Sohn während dessen in einem Kinderheim untergebracht. Von 1984 bis 2012 dozierte sie Medizinsoziologie am Institut für Gesellschaftsmedizin an der Medizinischen Akademie in Warschau. Sie leitete mit Tomasz Łubiński und Witold Bereś von 2001 bis 2004 die Sendung Dobre Książki im TVP1. Die Sendung wurde 2005 unter dem Namen Lepsze Książki auf den Sender TVP Kultura verschoben und bis 2007 weitergeführt. 2003 trat sie der Redaktion der Zeitung Krytyka Polityczna bei. In demselben Jahr war sie Mitbegründerin der Partia Zieloni 2004. Sie promovierte 2004 an der Adam-Mickiewicz-Universität in Posen mit der Arbeit Czytając Polskę. Literatura po roku 1989 wobec dylematów nowoczesności. Von 2008 bis 2009 war sie Jurymitglied des Nike-Literaturpreises.
Sie publizierte in Dialog, Twórczość, Twój Styl, Kurier Czytelniczy, FA-art, Nowe Książki, Zadra, Res Publika Nowa, Gazeta Wyborcza, Rzeczpospolita und Teksty Drugie.
Sie wohnt in Warschau.

## Publikationen

### Essays und Publizistik
- Tao gospodyni domowej, 1996
- Karoca z dyni, 2000
- Czego chcecie ode mnie, „Wysokie Obcasy“, 2002
- zadyma, 2007
- Kochaj i rób, 2011